# Humedal de Upo
El humedal de Upo (en hangul, 우포늪; en hanja, 牛浦늪; romanización revisada, Uponeup) es un complejo de humedales naturales ubicado en el condado de Changnyeong, Corea del Sur, cerca del río Nakdong. Se encuentra en partes de Yueo-myeon, Ibang-myeon y Daehap-myeon. Su nombre deriva de su humedal más grande, Upo. Otros humedales del complejo incluyen los humedales de Mokpo, Sajipo y Jjokjibeol. Es el humedal interior más grande de Corea del Sur. Es uno de los ocho humedales Ramsar del país y uno de los sitios oficiales de visita de la 10.ª Reunión de la Conferencia de las Partes Contratantes que se celebró en Changwon, Corea del Sur, en octubre de 2008.

## Visión general
Upo es el hogar de numerosas especies raras, amenazadas y en peligro de extinción. Según una encuesta de 1997, se cree que el humedal alberga un total de 342 especies en peligro de extinción o amenazadas: 168 especies de plantas, 62 especies de aves, 55 especies de artrópodos, 28 especies de peces, 12 especies de mamíferos, 7 especies de reptiles, 5 especies de anfibios y 5 especies de moluscos.
La planta rara más famosa que se encuentra aquí es el Euryale ferox. Una especie de ave particularmente notoria es la espátula menor. Upo proporciona hábitat para un gran número de aves migratorias, incluidas otras especies raras como la grulla cuelliblanca y el ganso taiga. Una especie de reptil notable es la tortuga de Reeves.

La mayor parte de Upo está protegida desde 1997 y ahora forma parte del Parque Ecológico de Upo. Sin embargo, la actividad agrícola y pesquera todavía tiene lugar en el humedal. Se ha desarrollado un creciente sector de ecoturismo en el país, aunque muchos residentes locales siguen siendo hostiles a la idea de tierras protegidas. Se ha construido un centro de visitantes y una torre de observación cerca del humedal para facilitar el turismo. También se ha establecido un centro de interpretación cerca.

## Centro Ecológico de Humedales de Upo
Establecido para facilitar la creciente industria del ecoturismo en Corea del Sur, el centro brinda a los visitantes la oportunidad de aprender la importancia de la biodiversidad y la preservación ecológica. Se exhibe una extensa historia de los humedales, así como una serie de otras exhibiciones que pertenecen a las especies que habitan Upo. Construido en 2007, aproximadamente 150.000 personas visitan el centro anualmente. Aunque la gran mayoría de los visitantes son coreanos, el Centro Ecológico ofrece folletos en inglés, japonés y chino.

## Humedal

### Hábitat
Upo proporciona un hábitat para varias especies amenazadas y en peligro de extinción. Por ejemplo, la rara planta de loto se encuentra solo en el humedal de Upo. También actualmente se está llevando a cabo un proyecto de restauración para reintroducir el ibis crestado japonés en Upo. Visto por última vez en 2003, el ibis con cresta es un símbolo de la provincia de Gyengnam.

### Prevención de inundaciones y sequías
Durante los meses del monzón de julio y agosto, los humedales actúan como una esponja para absorber el agua y evitar daños por inundaciones en las áreas agrícolas circundantes. Durante todo el año, los humedales también proporcionan agua durante las épocas de sequía a los agricultores locales de arroz y cebolla.

### Purificación del agua
Diversas plantas, como el cálamo aromático, se alimentan de nutrientes que normalmente provocan la pudrición del agua, manteniendo limpia el agua dentro del humedal.

### Alimentos para la comunidad local
Los peces y las plantas proporcionan a la comunidad local un suministro constante de alimentos durante todo el año. El carpín es un manjar local y es muy abundante en todo el humedal. Durante la cosecha de otoño, los lugareños recogen castañas de agua del suelo del humedal. Para promover la preservación, el Ministerio de Medio Ambiente de Corea permite que solo trece piscicultores locales extraigan pescado de los humedales. Los miembros de la comunidad local se oponen a las regulaciones, aunque a través del centro se ha implementado un esfuerzo para invocar la cooperación.

### Educación ecológica y ambiental
Las diversas plantas y animales que viven en el humedal brindan oportunidades tanto educativas como científicas. Al enseñar la preservación pública y la sostenibilidad ecológica, el humedal de Upo dirige la atención del visitante a la cooperación para el desarrollo con la comunidad local.